# Région flamande
Cet article concerne l'institution de la Région flamande. Pour la Flandre en général, voir Flandre (Belgique). Pour les autres significations, voir Flandre.
La Région flamande (en allemand : Flämische Region ; en néerlandais : Vlaams Gewest), communément appelée Flandre, est l'une des trois régions de Belgique créées par la loi spéciale du 8 août 1980 à la suite de la première réforme de l'État belge datant, elle, du 24 décembre 1970.
Elle est située au nord du pays, du côté néerlandophone de la frontière linguistique et partage de ce fait son territoire avec celui de la région de langue néerlandaise de Belgique. Elle tient son nom du comté historique de Flandre.
Sa capitale est Bruxelles, bien que la ville fasse partie de la région de Bruxelles-Capitale. Sa ville la plus peuplée est Anvers avec plus de 540 000 habitants. Elle est subdivisée en cinq provinces : 
Anvers, le Brabant flamand, la Flandre-Orientale, la Flandre-Occidentale et le Limbourg.
L'actuel ministre-président du gouvernement flamand est Matthias Diependaele depuis le 30 septembre 2024.

## Géographie
Le territoire de la Région flamande correspond au territoire de la région de langue néerlandaise. La superficie de la Région flamande est de 13 625 km2 ce qui représente 44,40 % du territoire belge.
La Région flamande comprend les provinces suivantes : Anvers, le Brabant flamand, la Flandre occidentale, la Flandre orientale et le Limbourg.
La Région est bordée à l'ouest par la Mer du Nord et par la France (de Bray-Dunes à Menin dans les Hauts-de-France) ; au nord, par les Pays-Bas, dont les villes les plus proches sont : Bréda, Eindhoven et Maastricht ; au sud, par la Région wallonne et la Région de Bruxelles-Capitale qui forme une enclave.
| Province | Province            | En néerlandais  | Arrondissements administratifs                                    | Population (1/1/2024) | Superficie en km² | Densité |
| -------- | ------------------- | --------------- | ----------------------------------------------------------------- | --------------------- | ----------------- | ------- |
| 1        | Anvers              | Antwerpen       | Anvers, Malines, Turnhout                                         | 1 926 522             | 2 876             | 669,83  |
| 2        | Limbourg            | Limburg         | Hasselt, Maaseik, Tongres                                         | 900 098               | 2 427             | 370,80  |
| 3        | Flandre-Orientale   | Oost-Vlaanderen | Alost, Termonde, Eeklo, Gand, Audenarde, Saint-Nicolas            | 1 572 002             | 3 007             | 522,77  |
| 4        | Brabant flamand     | Vlaams-Brabant  | Hal-Vilvorde, Louvain                                             | 1 196 773             | 2 118             | 564,96  |
| 5        | Flandre-Occidentale | West-Vlaanderen | Bruges, Dixmude, Ypres, Courtrai, Ostende, Roulers, Tielt, Furnes | 1 226 375             | 3 197             | 383,65  |
| TOTAL    | TOTAL               | TOTAL           | TOTAL                                                             | 6 821 770             | 13 626            | 500,66  |

## Politique
Depuis la création de la Région flamande, ses compétences sont exercées par les institutions de la Communauté flamande, c'est-à-dire le Parlement flamand et le Gouvernement flamand uniquement sur le territoire de la Région flamande.

### Capitale régionale
La capitale de la région flamande est Bruxelles,, bien que Bruxelles ne soit pas en région flamande. Les décrets flamands concernant les matières non personnalisables (régionalisées) ne s’y appliquent pas.

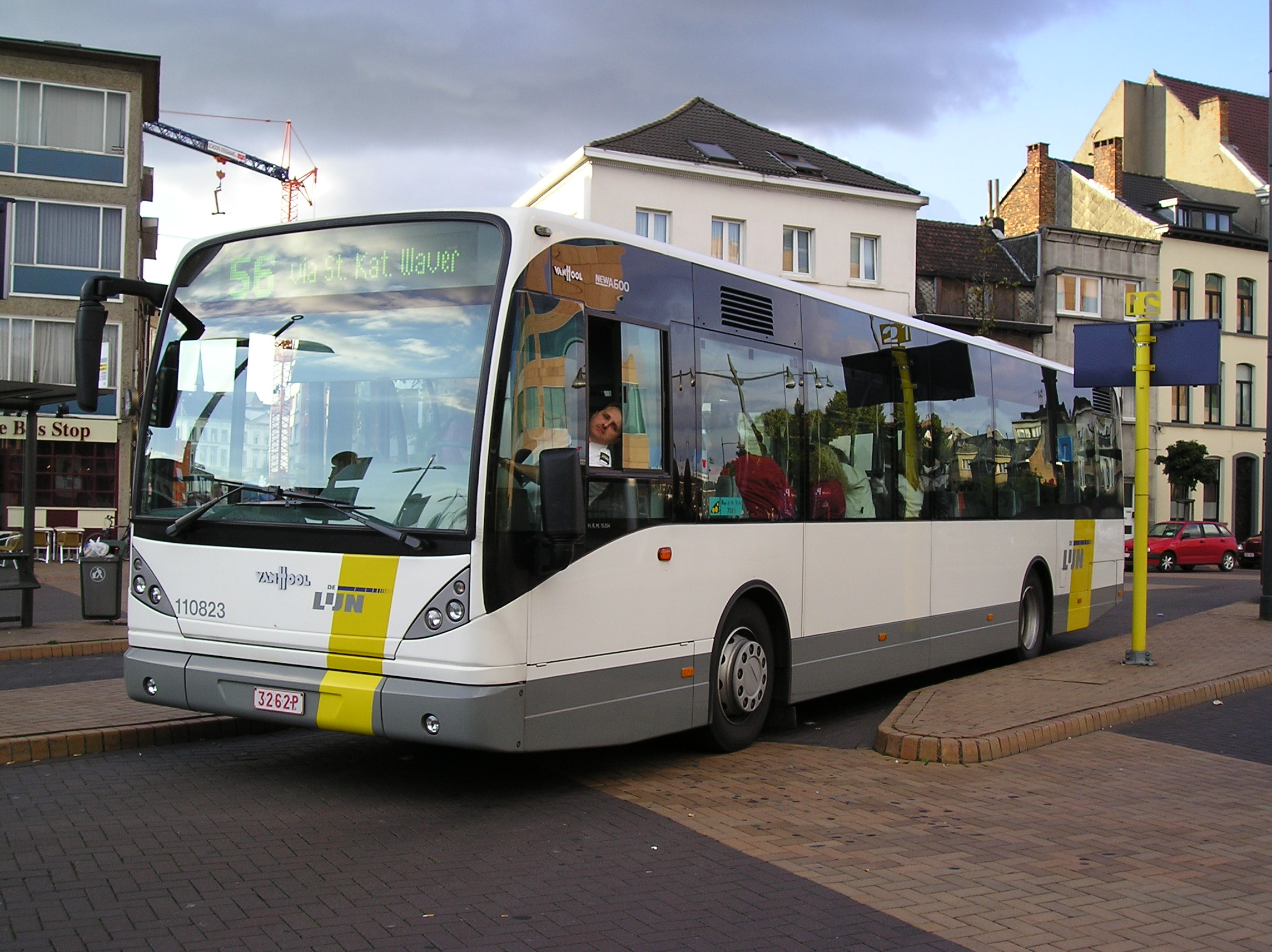
Bus du "De Lijn"

## Démographie

### Évolution démographique
Le graphique suivant reprend l'évolution de sa population résidente dans les limites actuelles de la région (définies en 1962 à la suite de la fixation de la frontière linguistique).
- Source: DGS , de 1831 à 1981=recensements population; à partir de 1990 = nombre d'habitants chaque 1 janvier[5]

### Population par province

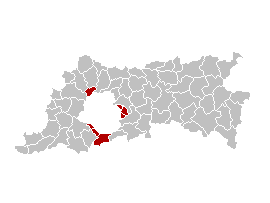
Les communes à facilités linguistiques autour de Bruxelles.

| Province            | 1990      | 1995      | 2000      | 2005      | 2010      | 2015      | 2020      | 2024      |
| ------------------- | --------- | --------- | --------- | --------- | --------- | --------- | --------- | --------- |
| Anvers              | 1 597 310 | 1 628 667 | 1 643 972 | 1 676 858 | 1 744 862 | 1 813 282 | 1 869 730 | 1 926 522 |
| Brabant flamand     | 963 283   | 995 264   | 1 014 704 | 1 037 786 | 1 076 924 | 1 114 299 | 1 155 843 | 1 196 773 |
| Flandre Occidentale | 1 102 501 | 1 121 134 | 1 128 774 | 1 138 503 | 1 159 366 | 1 178 996 | 1 200 945 | 1 226 375 |
| Flandre Orientale   | 1 331 608 | 1 349 382 | 1 361 623 | 1 380 072 | 1 432 326 | 1 477 346 | 1 525 255 | 1 572 002 |
| Limbourg            | 745 034   | 771 610   | 791 178   | 809 942   | 838 505   | 860 204   | 877 370   | 900 098   |
| Flandre             | 5 739 736 | 5 866 057 | 5 940 251 | 6 043 161 | 6 251 983 | 6 444 127 | 6 629 143 | 6 821 770 |

- Source : Statbel[5]

### Villes
Les plus grandes villes de la région sont (population communale au 1er janvier 2024:
| #  | Commune       | 1846 Hab. | 1900 Hab | 1947 Hab. | 2000 Hab. | 2024 Hab. | 1846 index | 1900 index | 1947 index | 2000 index | 2024 index | Surf. km² | Hab. par km² | Indice de Richesse (2021) |
| -- | ------------- | --------- | -------- | --------- | --------- | --------- | ---------- | ---------- | ---------- | ---------- | ---------- | --------- | ------------ | ------------------------- |
| 1  | Anvers        | 118 682   | 383 557  | 526 396   | 446 525   | 544 759   | 100        | 323        | 444        | 376        | 459        | 204,51    | 2 664        | 88,0                      |
| 2  | Gand          | 128 828   | 222 895  | 254 216   | 224 180   | 269 597   | 100        | 173        | 197        | 174        | 209        | 156,18    | 1 726        | 103,0                     |
| 8  | Bruges        | 60 855    | 70 277   | 93 062    | 116 264   | 119 869   | 100        | 115        | 153        | 191        | 197        | 138,40    | 866          | 110,6                     |
| 10 | Louvain       | 35 334    | 58 523   | 67 322    | 88 014    | 104 009   | 100        | 166        | 191        | 249        | 294        | 56,63     | 1 837        | 113,9                     |
| 13 | Alost         | 32 910    | 50 500   | 73 147    | 76 313    | 90 995    | 100        | 153        | 222        | 232        | 276        | 78,12     | 1 165        | 105,0                     |
| 14 | Malines       | 36 915    | 64 781   | 72 232    | 75 438    | 89 313    | 100        | 175        | 196        | 204        | 242        | 65,19     | 1 370        | 105,1                     |
| 17 | Saint-Nicolas | 29 966    | 42 672   | 57 846    | 72 883    | 81 863    | 100        | 142        | 193        | 228        | 273        | 83,80     | 977          | 96,6                      |
| 19 | Hasselt       | 15 229    | 20 812   | 41 301    | 68 058    | 80 828    | 100        | 137        | 271        | 447        | 531        | 102,24    | 791          | 112,6                     |
| 20 | Courtrai      | 35 144    | 50 540   | 65 179    | 74 790    | 80 032    | 100        | 144        | 185        | 213        | 228        | 80,02     | 1 000        | 104,4                     |
| 21 | Ostende       | 16 022    | 41 547   | 56 514    | 67 279    | 72 856    | 100        | 259        | 353        | 420        | 453        | 37,72     | 1 924        | 98,8                      |
| 23 | Genk          | 1 776     | 2 537    | 33 858    | 62 842    | 67 877    | 100        | 143        | 1 906      | 3 538      | 3 822      | 87,85     | 773          | 92,9                      |
| 24 | Roulers       | 21 563    | 33 688   | 44 011    | 54 199    | 66 262    | 100        | 156        | 204        | 251        | 307        | 59,79     | 1 108        | 99,9                      |

## Langues

### Statut officiel
Bien que la région et ses 300 communes soient officiellement unilingues (néerlandais), la minorité francophone dispose, dans 12 communes, de certains droits linguistiques. Selon l'association pour la promotion de la francophonie en Flandre, la région flamande comptait en 2009 plus de 350 000 personnes de langue maternelle française, dont la moitié résidaient en Brabant flamand. En 2011, 45 % de la population a pour seconde langue[précision nécessaire] le français[réf. souhaitée]. 